# Paurodontus niger
Paurodontus niger är en rundmaskart. Paurodontus niger ingår i släktet Paurodontus och familjen Neotylenchidae. Inga underarter finns listade i Catalogue of Life.